# Сен-Жюст (Дордонь)
Сен-Жюст (фр. Saint-Just) — коммуна во Франции, находится в регионе Аквитания. Департамент — Дордонь. Входит в состав кантона Брантом. Округ коммуны — Перигё.
Код INSEE коммуны — 24434.

## География
Коммуна расположена приблизительно в 420 км к югу от Парижа, в 105 км северо-восточнее Бордо, в 24 км к северо-западу от Перигё.

### Климат
Климат умеренный океанический со средним уровнем осадков, которые выпадают преимущественно зимой. Лето здесь долгое и тёплое, однако также довольно влажное, здесь не бывает регулярных периодов летней засухи. Средняя температура января — 5 °C, июля — 18 °C. Изредка вследствие стечения неблагоприятных погодных условий может наблюдаться непродолжительная засуха или случаются поздние заморозки. Климат меняется очень часто, как в течение сезона, так и год от года.

## Население
Население коммуны на 2010 год составляло 127 человек.
| 1962 | 1968 | 1975 | 1982 | 1990 | 1999 | 2010 |
| ---- | ---- | ---- | ---- | ---- | ---- | ---- |
| 197  | 207  | 194  | 175  | 138  | 139  | 127  |

## Администрация
| Период | Период | Фамилия        | Партия                  | Примечания |
| ------ | ------ | -------------- | ----------------------- | ---------- |
| 1995   | 2020   | Кристиан Дюран | Социалистическая партия | пенсионер  |

## Экономика
В 2010 году среди 75 человек трудоспособного возраста (15—64 лет) 49 были экономически активными, 26 — неактивными (показатель активности — 65,3 %, в 1999 году было 63,2 %). Из 49 активных жителей работали 43 человека (27 мужчин и 16 женщин), безработных было 6 (3 мужчин и 3 женщины). Среди 26 неактивных 5 человек были учениками или студентами, 16 — пенсионерами, 5 были неактивными по другим причинам.

## Достопримечательности
- Замок Нарбон[фр.] (XVI век). Исторический памятник с 1948 года[5]
- Церковь Свв. Юстуса и Иакова (XII век). Исторический памятник с 1926 года[6]

## Фотогалерея
- Сен-Жюст
- Мэрия
- Замок Нарбон
- Церковь Свв. Юстуса и Иакова
- Общественная прачечная
- Река Сандони